# Aurikuloterapia
Ten artykuł opisuje teorie, metody lub czynności niezgodne ze współczesną wiedzą medyczną.

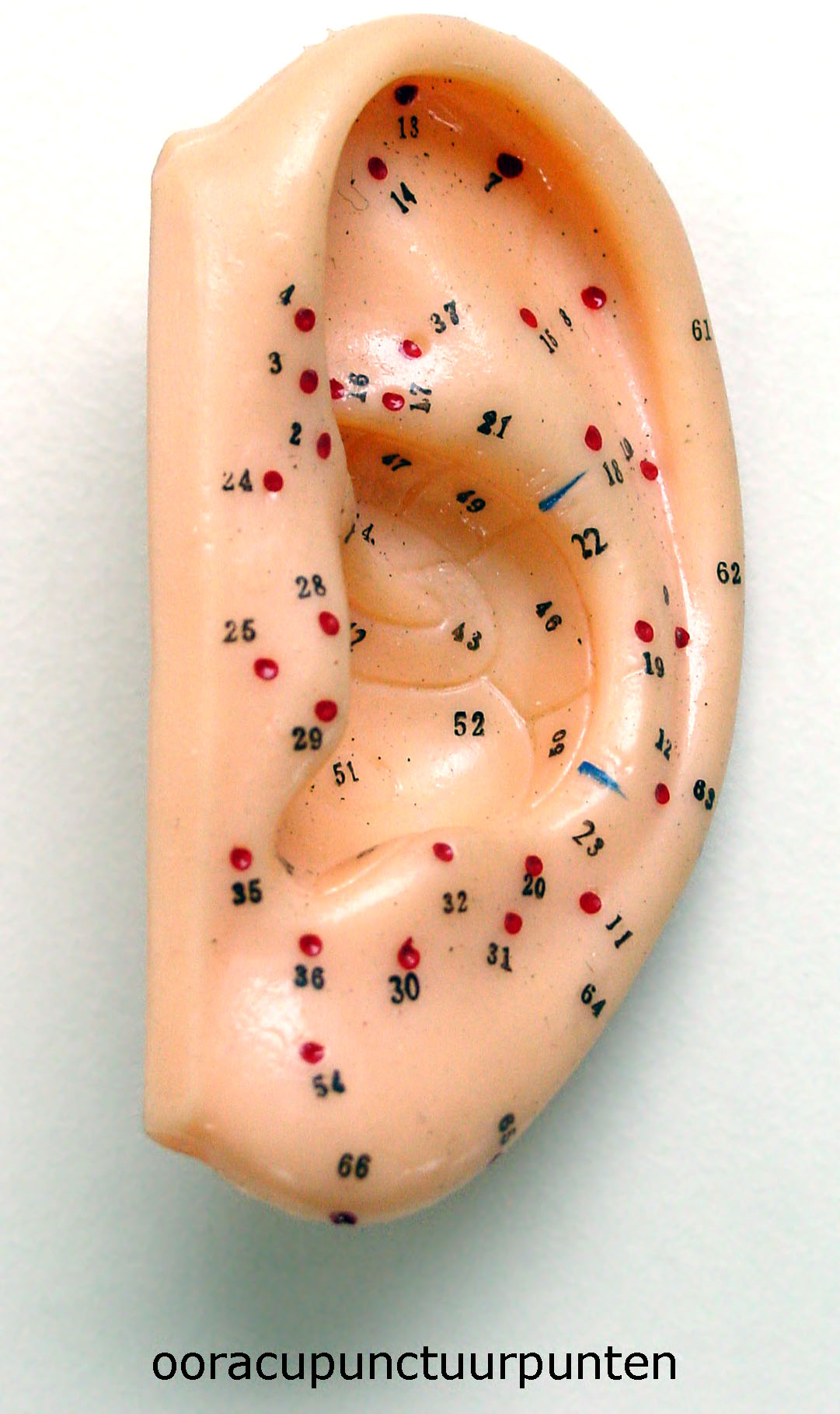
Mapa ucha

Aurikuloterapia – dział akupunktury polegający na leczeniu poprzez nakłuwanie małżowiny usznej.

## Historia
W najstarszym zachowanym dziele chińskim o akupunkturze „Huangdi neijing” („Kanon medycyny Żółtego Cesarza)” napisano, że na uchu spotykają się wszystkie kanały energetyczne ustroju ludzkiego. Ten fakt wykorzystywali dawni lekarze chińscy, lecząc nakłuwaniem ucha w odpowiednich punktach. Jednak ta metoda była stosowana rzadziej niż klasyczna akupunktura i została zapomniana.
Niezależnie od Chin, w Europie lekarze prowadzili własne badania związane z aurikuloterapią. W XVII wieku Portugalczyk Zacutus Listanus podał metodę leczenia poprzez przyżeganie małżowiny usznej. Natomiast Włoch Antonio Maria Valsalva (1666–1723) w 1717 roku przedstawił opis strefy w obrębie ucha, której nakłuwanie radził przy bólach zębów. Przyżeganie górnej części ucha było powszechnie znane w medycynie ludowej Środkowego Wschodu, Francji i Włoch.
W krajach arabskich marabuci (uzdrowiciele) leczyli ból, zakładając miedziane kolczyki w ściśle określonych miejscach na uchu.
Badając te przykłady, francuski lekarz Paul Nogier, w latach 1951–1956 opracował odrębną metodę leczenia, poprzez nakłuwanie ucha, którą nazwał „aurikuloterapią”. Metoda ta została zaakceptowana przez francuskich akupunkturzystów, a później przez specjalistów z innych krajów europejskich.

## Zastosowanie w medycynie
Leczenie uzależnień
Aurikuloterapia jest powszechnie stosowana na całym świecie przy redukowaniu stężenia substancji powodujących łaknienie i przy walce z uzależnieniami. Efektywność aurikuloterapii podczas odwyku znajduje swoje wyjaśnienie w neurologii państw zachodu oraz tradycyjnej medycynie wschodniej. W roku 1970 dr Michael O. Smith jako pierwszy zastosował aurikuloterapię w redukcji substancji uzależniających i walce z nałogiem. 
Podwaliny pod wykorzystanie aurikuloterapii, jako części detoksykacji, na gruncie neurologii w medycynie zachodniej bazują na wcześniejszym wykorzystaniu elementów małżowiny w odwyku. Wklęsłe obszary ucha zewnętrznego (w sumie dwa) połączone są z autonomicznym układem nerwowym poprzez nerw błędny oraz podwzgórze. Wpływanie na te elementy układu nerwowego zapewnia odprężenie i utrzymuje równowagę. Wydzielanie endorfin za sprawą aurikuloterapii jest dodatkową korzyścią podnoszącą dobre samopoczucie, osiąganą bez użycia substancji uzależniających.
Zwyczajowo, by wspomóc powrót do zdrowia po uzależnieniu, stymuluje się pięć punktów ucha zewnętrznego. Opanowanie mapy receptorów ucha ułatwia odnalezienie ich wszystkich:
- współczulnego (ang. Sympathetic);
- shén mén (chiń. „boska brama” (tłum. czasem  jako „wrota niebios”)[2];
- serca (ang. Heart);
- wątroby (ang. Liver);
- płuc (ang. Lung).